# Vampyrella
Vampyrella ist eine Gattung von amöboiden Einzellern in der Familie Vampyrellidae, die zur Klade der Cercozoa (Cercozoen) gehört. Die Vampyrella-Zellen sind in der Regel 30–60 µm groß. Die Mitglieder der Gattung wechseln zwischen zwei Lebensstadien: einem Stadium als freilebende Trophozoiten und einem Stadium als Zyste, in dem die Mitose stattfindet. Diese Organismen haben aufgrund ihres besonderen Ernährungsverhaltens, bei dem sie die Zellwand der erbeuteten Algenzellen durchstoßen und den Inhalt zur Ernährung aussaugen, besondere Aufmerksamkeit erregt, was zu ihrer deutschen Bezeichnung Vampiramöben geführt hat.
Die Gattung Vampyrella wurde im Jahr 2015 von der „Deutschen Gesellschaft für Protozoologie“ zum „Einzeller des Jahres“ gekürt.

## Forschungsgeschichte
Die Vampyrella-Amöben wurden 1865 von Leon Cienkowski (englische Transliteration Lev Tsenkovsky) entdeckt.
Diese Organismen bekamen diesen Gattungsnamen aufgrund ihrer leuchtend roten Färbung und ihrer ungewöhnlichen Ernährungsweise: Sie durchbohren die Zellwand ihrer Beute und ziehen den Zellinhalt heraus, vergleichbar mit der blutsaugenden Sagengestalt eines Vampirs (früher Vampyr geschrieben).
Gegenwärtig wird die Ordnung Vampyrellida West, 1901 (alias Aconchulinida De Saedeleer, 1934) taxonomisch zusammen mit einigen bodenbewohnenden Vertretern in den Unterstamm (Subphylum) Endomyxa der Cercozoa gestellt.
Die Vampyrellida beinhalten neben Vampyrella beispielsweise die Gattungen Arachnula, Leptophrys, Theratomyxa, Platyreta und Thalassomyxa.
Molekulare Sequenzdaten existieren für mindestens zwei Mitgliedsfamilien: Vampyrellidae und Leptophyridae. In den meisten Taxonomien ist Vampyrella die einzige Gattung der Vampyrellidae.

## Beschreibung
Die meisten Arten von Vampyrella wechseln obligatorisch zwischen einem Stadium als frei lebende Trophozoiten und einem Zystenstadium.
Im Trophozoitenstadium sind die Amöben frei beweglich, sie zeichnen sich durch eine annähernd kugelförmige Gestalt aus, die jedoch häufig ihre Form verändern kann und dann eher ellipsoid oder länglich wird.

### Trophozoitenstadium
Ein schmales, farbloses Ektoplasma (Zytoplasma am Rand der Zellen) kann sehr leicht vom intensiv gefärbten Zellkörper unterschieden werden.
Dieser zentrale Körper variiert in der Farbe zwischen ziegelrot, orange, rötlichgelb, braun oder grün.
Zahlreiche lange farblose Pseudopodien (Scheinfüßchen) erstrecken sich in alle Richtungen und verleihen den Trophozoiten eine isodiametrische (von allen Seiten betrachtet mit gleichem Durchmesser erscheinende) Gestalt.
Diese Pseudopodien können bis zum Dreifachen des Durchmessers des Zellkörpers lang sein. Sie können unverzweigt, aber auch verzweigt sein.
Die Pseudopodien können sich in der Bewegungsrichtung des Organismus gehäuft vorhanden sein. Neben längeren Pseudopodien gibt es auch kürzere, sich langsam bewegende, nadelförmige Pseudopodien – diese können sehr schnell aus dem Zellkörper herausgeschleudert werden.
In der Peripherie der Organismen (Ektoplasma) sind manchmal viele Vakuolen zu sehen.
Es können kleinere, kontraktile Vakuolen auftreten, zusätzlich zu großen, blasenartigen, nicht kontraktilen Typen.
Junge Trophozoiten sind etwa 25–40 µm groß, während reife Trophozoiten bis zu 70 µm groß werden können.
Die Organismen haben in der Regel mehrere kugelförmige Kerne mit einem zentralen kompakten Nukleolus.
Bei einigen Vampyrella-Arten wurde beobachtet, dass sie bei begrenztem Nahrungsangebot miteinander verschmelzen und große Plasmodien bilden, die die gleiche Struktur und Färbung wie eine einzelne freilebende Zelle aufweisen.

### Zystenstadium
Nach dem Trophozoitenstadium gehen die Zellen in ein obligatorisches Verdauungs- und später in ein reproduktives Zystenstadium über.
Die Zysten sind in der Regel rundlich oder elliptisch und an der Seite abgeflacht, die mit dem Substrat verbunden ist.
Sie sind zwischen 50 und 100 µm groß.
Während der Verdauung färbt sich die Zyste von grün zu rot, orange oder braun.
Die Zyste ist von zwei Hüllen umgeben.
Die äußere Hülle ist weicher und dient der Anhaftung an ein Substrat wie z. B. fadenförmige Algen, die auch als Nahrung dienen. Manchmal (nicht immer) ist dazu ein Stiel vorhanden.
Die innere Hülle ist stärker und umgibt die Zelle, während die Zellteilung stattfindet.
Nach der Zellteilung verlassen die Tochterzellen die Zystenhülle und lassen dabei Nahrungsreste zurück.
Bei für sie ungünstigen Bedingungen kann die Zelle in eine Ruhephase (Ruhezyste) übergehen.
Geschlechtliche Fortpflanzung ist bei der Gattung derzeit unbekannt.

### Mitose
Die Orthomitose tritt bei Vampyrella erst spät im Zystenstadium auf. Während der Mitose sind weder Mikrotubuli-organisierende Zentren (MTOCs) noch Zentriolen vorhanden.
Während des Trophozoitenstadiums und des frühen Zystenstadiums befindet sich die Zelle in der Interphase.
Beim Eintritt in das Zystenstadium nimmt das Heterochromatin ab, da sich die Zelle auf die Mitose vorbereitet.
Die Größe der kugelförmigen Zellkerne nimmt von 1,5–2,0 µm im Trophozoitenstadium auf 2,5–3,5 µm zu.
Die Pars granulosa tritt innerhalb der Zyste deutlicher hervor, und die Bestandteile beginnen sich mit der Pars fibrosa zu vermischen.
Während der Prophase werden die Chromosomen kondensiert, und auf beiden Seiten der Kerne erscheinen Bündel von Mikrotubuli.
Der Nukleolus beginnt, sich innerhalb des Kerns aufzulösen.
In der Metaphase nimmt der Kern eine zylindrische Form an.
Die zentrischen Mitosespindeln erreichen die Pole des Zellkerns nicht mehr.
Die verdichteten Chromosomen bilden dann eine äquatoriale Platte, die von Mikrotubuli durchzogen ist.
Es sind keine Kinetochoren vorhanden.
In der Nähe der Chromosomen und der inneren Membran der intakten Kernhülle beginnen sich Vesikel anzusammeln.
In der Anaphase trennen sich die Chromatiden und die Kerne verlängern sich.
In der anschließenden Telophase bilden die Kerne eine hantelförmige Form.
Die Vesikel beginnen um die Chromosomen herum zu verschmelzen und eine neue Kernhülle zu bilden, während sich die alte Hülle auflöst.
Nach der Karyokinese durchläuft die Zelle die Zytokinese.
Zu diesem Zeitpunkt sind die Kerne bereits kugelförmig und ähneln denen von reifen Trophozoiten.

## Habitat und Beutefang

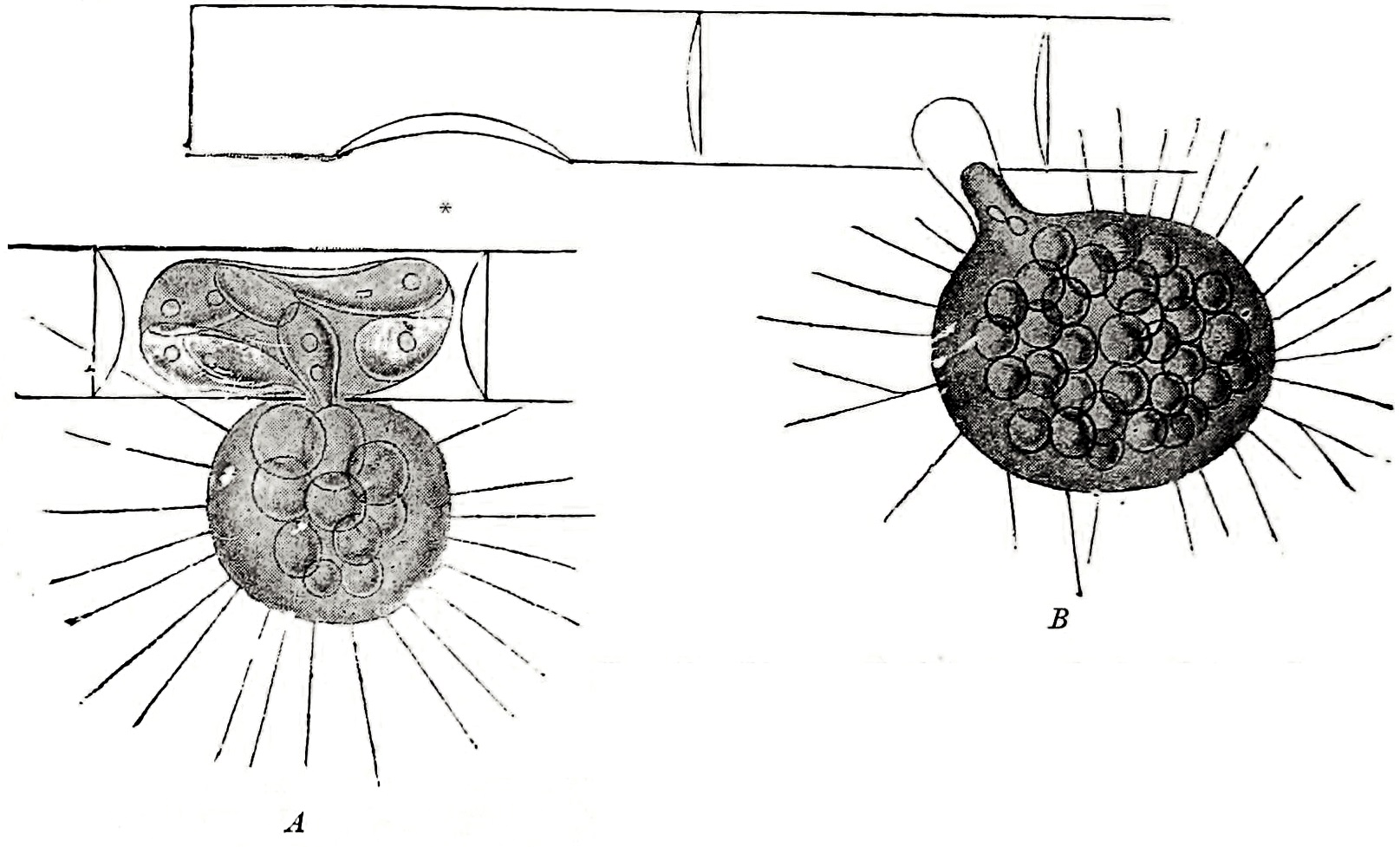
V. spirogyrae bohrt sich in eine Spirogyra-Zelle und saugt sie aus. A. Die Spirogyra-Zelle ist durchbohrt, ihr Inhalt geht in die Vampyrella-Zelle über. B. Die Spirogyra-Zelle ist vollständig entleert. * markiert eine durchbohrte und vollständig entleerte Zelle.
Illustration von Verworn (1899),
nach Cienkowski.

Vampyrellidae können im Allgemeinen in einer Vielzahl von Lebensräumen vorkommen, im Boden, im Süßwasser oder im Meer. Die Mitglieder der Gattung Vampyrella sind jedoch in der Regel im Süßwasser zu finden.
Die Vampiramöben dieser Gattung sind heterotroph und ernähren sich von Algen, insbesondere von der Schraubenalge Spirogyra, aber auch von Chaetophora oder der Jochalge Mougeotia.
Zum Angriff flacht sich die Vampyrella-Zelle entlang der Filamentoberfläche ihrer Beute ab.
Bei der Anheftung verschwinden die langen Pseudopodien und es bleiben nur noch die kürzeren, nadelförmigen Pseudopodien übrig.
Im Moment des Angriffs von Vampyrella auf die Alge ist in der Regel eine heftige Schockbewegung zu beobachten.
Innerhalb weniger Minuten setzt die Zellwandverdauung ein, und der Vampyrella beginnt anzuschwellen, während der Inhalt der Alge entleert wird. Der Protoplast der Beute wird dabei in eine Nahrungsvakuole gesaugt.
Die Zellwand der Alge beginnt sich durch den Verlust des Turgordrucks nach innen zu biegen, wodurch der Druck auf benachbarte Zellen der Alge zunimmt.
Es entsteht ein Loch in der Zellwand der Alge, wo die Zellwand vollständig verdaut ist.
Vampyrella schwillt schnell an und die Beutezelle löst sich auf.
Der restliche Inhalt der Algenzelle wird dann mit Hilfe von Pseudopodien herausgezogen.
Vampyrella benutzt seine Pseudopodien, um sich von Zelle zu Zelle zu bewegen, und wiederholt den Vorgang.
Überschüssiges Wasser, das von den Beutezellen aufgenommen wurde, wird durch zahlreiche kleine kontraktile Vakuolen an der Peripherie der Vampiramöbe entfernt, so dass die Größe nach jeder Mahlzeit nur geringfügig zunimmt.
Es wurde beobachtet, dass Vampyrella sowohl die Zellwand des Zellkörpers durchbohrt als auch die Verbindungen zwischen den Algenzellen aufbricht, um an den Inhalt der Zelle heranzukommen.
Vampyrella hat sich auch als selektiv in Bezug auf die Art der Nahrung erwiesen. Sobald sie mit den Algenfäden in Berührung kommt, bewegt sie ihren Körper auf den Faden zu. Im Fall, dass die Algen abgelehnt werden, zieht sie weiter.
Neben dieser Selektivität in Bezug auf die Beute gibt es auch Unterschiede zwischen den Arten innerhalb der Gattung Vampyrella.
So wurde beobachtet, dass Vampyrella lateritia sich weigert, Kappenalgen (Oedogonium) zu fressen, während Vampyrella pendula auch über diese herfällt und sie nicht verschmäht.

## Ökologie
Einige grüne Mikroalgen sind zu schnellem Wachstum fähig und synthetisieren große Mengen an Proteinen, Stärke und Lipiden. Darüber hinaus können Mikroalgen für die Kohlenstofffixierung, als Tierfutter, für die Bioremediation von Abwässern und für Biokraftstoffe verwendet werden.
Vampyrella sind dafür bekannt, dass sie als algenfressende Räuber der Biomasse von Mikroalgenkulturen schaden können.
Mikrobielle Kontamination dieser Art ist sogar die Hauptursache für den Verlust von Biomasse aus Mikroalgenkulturen.

## Systematik
Die Systematik der Gattung Vampyrella wird seit langem diskutiert.
Während die Zugehörigkeit zur Familie Vampyrellidae noch einigermaßen unbestritten ist, wird als diese Familie enthaltende Ordnung entweder Aconchulinida oder Vampyrellida angegeben.
Der folgenden Systematik liegen als Quellen zugrunde:
- A – AlgaeBase[14]
- E – Encyclopedia of Life (EOL)[15]
- J – National Institute for Environmental Studies (NIES), Japan[16]
- N – National Center for Biotechnology Information (NCBI) Taxonomy Browser[6][17]
- U – Universal Protein Database (UniProt)[18]
- W – World Register of Marine Species (WoRMS)[19]
- H – Hess et al. (2012)[5]

### Äußere Systematik
Lässt man offensichtlich veraltete Quellen außer Acht, dann sieht eine äußere Konsensus-Systematik etwa so aus (Stand 24. März 2022):
Klade: Sar, alias Stramenopiles-Alveolata-Rhizaria (E,N,U) ›

 Reich: Chromista (W), mit Synonym Stramenopiles ›

  Unterreich: Rhizaria (E,N,U,W) ›

   Phylum: Cercozoa (W) ›

    Unterstamm: Endomyxa Cavalier-Smith, 2002 (E,N,U,W) ›

Klasse: Proteomyxidea (W) ›

  Ordnung: Vampyrellida West, 1901 (E,N,U,H), mit Synonym Aconchulinida De Saedeleer, 1934 (W,H), ehemals „Novel Clade 8“ Bass 2004 (H) ›

- Familie: Vampyrellidae (J,N,W,H)
  - Gattung: Vampyrella (J,N,H)

- Familie: Hyalodiscidae (N)
  - Gattung: Hyalodiscus Hertwig & Lesser, 1874 (N,H)

- Familie: Leptophryidae (N,H)
  - Gattung: Arachnomyxa (N)
  - Gattung: Arachnula Cienkowski, 1876 (N) – früher zu Fam. Arachnulidae Page, 1987 (H)
  - Gattung: Leptophrys Hertwig & Lesser, 1874 (E,N,H?)
  - Gattung: Theratromyxa Zwillenberg, 1952 (N,H)
  - Gattung: Planctomyxa (N)
  - Gattung: Platyreta Cavalier-Smith & Bass, 2008 (N,H)
  - Gattung: Theratromyxa (N,H)
  - Gattung: Vernalophrys (N)

- Familie: Placopodidae (N)
  - Gattung: Placopus (N)

- Familie: Sericomyxidae (N)
  - Gattung: Sericomyxa (N)

- Klade: Vampyrellida clade B5 (N)
  - Gattung Thalassomyxa (N,W) – bei WoRMS in der Familie Vampyrellidae

Anm.: Von nicht-klassifizierten Vertretern mit vorläufigen Namen und den bei Hess et al. (2012) erwähnten Gattungen ist nur eine Auswahl angegeben.

### Artenliste
Von den bei NIES gelisteten Spezies ist nur eine Auswahl angegeben (Markierung mit ‚?‘ zeigt unsichere Mitglieder an):
Gattung: Vampyrella Cienkowsky, 1865 (A,E,J) bzw. Leidy, 1879 (E,N,U)
- Vampyrella closterii Poisson & Mangenot (J)
- Vampyrella euglenae P.A. Dang. (E?)
- Vampyrella gomphonematis Haeckel 1870 (E?,J,H)
- Vampyrella incolor Bruyne (J)
- Vampyrella inermis L. Klein 1882 (E?,H), mit Schreibvariante Vampyrella intermis L. Klein (J) – bei EOL evtl. Unterart von V. pendula
- Vampyrella kleinii P.A. Dang. (E?)
- Vampyrella lateritia (Fresenius, 1856) Leidy, 1879 (J,N,U,H) – Typus (H)
– Beute: Zygnema pseudogedeanum, Fundorte: Bergisch Gladbach, Dutzenthal (H)
- Vampyrella multiformis Zopf (E?,J)
- Vampyrella pedata L. Klein (E?,J)
- Vampyrella pendula Cienk. (H,E?,N,U), mit Schreibvariante Vampyrella pedula Cienkowski (J)
– bei EOL evtl. inkl. Unterart V. p. var. inermis (L. Klein) Zopf
– Beute: Oedogonium stellatum. Fundorte: Monsau, Mainau (H)
- Vampyrella polyblasta Sorokin (E?,J)
- Vampyrella spirogyrae Cienkowski (E?)
- Vampyrella ulothricus Scherffel (J)
- Vampyrella variabilis L. Klein 1882 (E?,J,H)
- Vampyrella velata Gobi 1916 (E?,J)
- Vampyrella vorax Cienkowski 1865 (E?,J,H) – evtl. Leptophrys vorax (Cienkowski, 1865) Zopf, 1885 (N,H)
– Beute: Closterium cornu, Fundorte: Recke, Brüchermühle, Münster, Konstanz (H)

Vampyrella chaeoderatis (Paulsen) Osterfeld gilt als Synonym mit korrekter Bezeichnung Apodinium chaetoceratis Paulsen (A,sic!)